# Trzebinia (gmina)
Trzebinia – gmina miejsko-wiejska w województwie małopolskim, w powiecie chrzanowskim.
Siedzibą gminy jest miasto Trzebinia.
30 czerwca 2004 r. gminę zamieszkiwało 34 088 osób. Natomiast według danych z 31 grudnia 2017 roku gminę zamieszkiwało 34 105 osób.

## Położenie
Zgodnie z podziałem fizycznogeograficznym Polski gmina Trzebinia położona jest na granicy dwóch fizjograficznych makroregionów – Wyżyny Krakowsko- Częstochowskiej i Wyżyny Śląskiej. W granicach gminy wyróżnia się pięć jednostek fizjograficznych. W części południowej oraz wschodniej gminy, w granicach Wyżyny Krakowskiej są to:  
• Wyżyna Olkuska (Pagóry Myślachowickie – budują północno- wschodnią, najwyższą część gminy wznoszącą się 350-450 m n.p.m. Wysokości bezwzględne rosną w kierunku wschodnim. Najwyższy punkt w gminie znajduje się na wierzchowinie koło Lgoty – 470 m n.p.m.),
• Rów Krzeszowicki (Niecka Dulowska – obejmuje południową część miasta i gminy. Jej dno jest płaską równiną położoną 273-293 m n.p.m., pochyloną na zachód. Obniżenie pełni ważną rolę komunikacyjną – zlokalizowane są tu: linia kolejowa, droga krajowa nr 79 oraz autostrada A-4.),
• Garb Tenczyński (Blok Płaziański – obejmuje Piłę Kościelecką i Bolęcin. Wysokości bezwzględne kształtują się tu od 273 m n.p.m. w dnie doliny Chechła do 353 m n.p.m. koło Wygody). Północno- zachodnia część gminy znajdująca się w granicach Wyżyny Śląskiej obejmuje:
• wschodnie zakończenie Garbu Ciężkowickiego (Pagóry Jaworznickie – położone w środkowo-zachodniej części miasta tworzą pasma wzgórz ciągnących się z NW na SE od Gór Luszowskich, przez Wodną i Trzebinię o wysokości względnej do 70 m, wzniesionych 310-360 m n.p.m. Kulminację stanowią wierzchołki: 371 m n.p.m. koło Gór Luszowskich i 384,3 m n.p.m. na wschód od Podbuczyny),
• południowo- wschodni skraj Kotliny Biskupiego Dworu (obejmuje północno – zachodnią część miasta, głównie Sierszę, ma płaskie dno, które wznosi się od 303 m nad Kozim Brodem przy granicy miasta do 360 m n.p.m. na Górze Eksnerówce).

## Historia
Gmina Trzebinia istniała na przestrzeni czasu w trzech odsłonach: 1934–1941, 1945–1954 i od 1973.

### Pierwsza odsłona
Wiejską gminę zbiorową Trzebinia z siedzibą w mieście Trzebini (nie wchodzącym w skład gminy) utworzono 1 sierpnia 1934 w powiecie chrzanowskim w woj. krakowskim z dotychczasowych jednostkowych gmin wiejskich: Balin, Dulowa, Górka, Góry Luszowskie, Karniowice, Luszowice, Młoszowa, Myślachowice, Piła Kościelecka, Płoki, Psary, Siersza, Trzebionka i Wodna. Gminy te przekształcono 15 września 1934 w 14 gromad (sołectw) gminy Trzebinia.
W 1939 roku, w następstwie okupacji niemieckiej 1939-45, gmina została wcielona do prowincji Śląsk. 20 listopada 1939 do gminy Trzebinia przyłączono gromady Lgota i Ostrężnica ze zniesionej gminy Nowa Góra.
Od 1941 prowincję Śląsk podzielono na dwie części, jej część wschodnią nazwano prowincja Górny Śląsk i odtąd gmina Trzebinia do niej przynależała.
1 stycznia 1942 gminę Trzebinia zniesiono, a z jej obszaru utworzono dwie nowe gminy:
- gminę Młoszowa (Dulowa, Karniowice, Lgota, Młoszowa, Myślachowice, Ostrężnica, Piła Kościelicka, Płocki i Psary);
- gminę Siersza (Balin, Góry Luszowskie, Siersza i Wodna), do której włączono także Ciężkowice (bez ich części o nazwie Pieczyska[a]) ze zniesionej gminy Szczakowa;
- wreszcie Górkę i Trzebionkę włączono do miasta Trzebinia.

### Druga odsłona
Gminę Trzebinia reaktywowano po wojnie w przedwojennych granicach. 1 października 1947 z części gromady Płoki utworzono piętnastą gromadę gminy – Czyżówka.
1 lipca 1952 gmina składała się z 15 gromad: Balin, Czyżówka, Dulowa, Górka, Góry Luszowskie, Karniowice, Luszowice, Młoszowa, Myślachowice, Piła Kościelecka, Płoki, Psary, Siersza, Trzebionka i Wodna.
Jednostka została zniesiona 29 września 1954 wraz z reformą wprowadzającą gromady w miejsce gmin. Jej obszar złożył się na 9 gromad:
- Balin (Luszowice – bez przysiółka Stara Góra – i Balin – bez przysiółka Cezarówka),
- Byczyna (przysiółek Cezarówka z dotychczasowej gromady Balin),
- Karniowice (Karniowice i Psary – bez przysiółka Stawiska),
- Młoszowa (Młoszowa i Dulowa),
- Myślachowice (Płoki, Czyżówka i Myślachowice – bez przysiółka Gaj),
- Nowa Góra (przysiółek Stawiska z dotychczasowej gromady Psary),
- Piła Kościelecka (Piła Kościelecka),
- Siersza (Góry Luszowskie i Siersza, przysiółek Gaj z dotychczasowej gromady Myślachowice oraz przysiółek Stara Góra z dotychczasowej gromady Luszowice),
- Wodna (Wodna, Górka – bez przysiółków Berezka i Miechów – i Trzebionka – bez terenów oddzielonych torami kolejowymi).

Gromadę Wodna zniesiono 1 stycznia 1956 w związku z nadaniem jej statusu osiedla, które z kolei zniesiono 31 grudnia 1961 przez włączenie do miasta Trzebinia. Odtąd Wodna, Górka i Trzebionka są częściami miasta Trzebinia). Gromadę Siersza zniesiono 1 stycznia 1958 w związku z nadaniem jej statusu osiedla, które z kolei zniesiono 1 stycznia 1969 przez włączenie do miasta Trzebini, przemianowując je równocześnie na Trzebinia-Siersza. Odtąd Góry Luszowskie, Siersza, Gaj i Stara Maszyna są częściami miasta Trzebinia).

### Trzecia odsłona
Gminę wiejską Trzebinia z siedzibą w mieście Trzebini-Sierszy reaktywowano 1 stycznia 1973 w powiecie chrzanowskim w woj. krakowskim wraz z kolejną reformą administracyjną. Gmina złożyła się z sześciu sołectw: Młoszowa, Karniowice, Dulowa, Psary, Bolęcin i Piła Kościelecka. Do gminy Trzebinia nie powróciły zatem: Balin i Luszowice (weszły w skład gminy Chrzanów), Czyżówka, Myślachowice i Płoki (weszły w skład gminy Myślachowice oraz Górka, Góry Luszowskie, Siersza, Trzebionka i Wodna (weszły w skład miasta Trzebinia-Siersza).
Po kolejnej reformie administracyjnej 1 czerwca 1975 gmina Trzebinia została włączona do województwa katowickiego. Decyzję o włączeniu Trzebini do województwa katowickiego podjął ówczesny I sekretarz KC PZPR Edward Gierek. Zmiana podległości administracyjnej była związana z górnictwem węgla kamiennego. Tak więc gminę Trzebinia przyłączono do Górnego Śląska po raz drugi, pomimo wielowiekowej przynależności miasta do Małopolski.
1 lutego 1977 do gminy Trzebinia włączono zniesioną gminę Myślachowice, obejmjącą sołectwa: Czyżówka, Myślachowice, Płoki i Lgota. Równocześnie zmieniono nazwę siedziby gminy z Trzebinia-Siersza z powrotem na Trzebinia. Od tej pory gmina Trzebinia składa się z sołectw: Bolęcin, Czyżówka, Dulowa, Lgota, Karniowice, Młoszowa, Myślachowice, Piła Kościelecka, Płoki i Psary.
1 stycznia 1992 miasto Trzebinia i gminę Trzebinia połączono w jedną miejsko-wiejską gminę Trzebinia.
1 stycznia 1999, po reformie administracyjnej Polski, gmina Trzebinia weszła w skład nowo utworzonego województwa małopolskiego.

## Struktura powierzchni
Według danych z 2002 gmina Trzebinia ma obszar 105,22 km², w tym:
- użytki rolne: 40%
- użytki leśne: 44%

Gmina stanowi 28,32% powierzchni powiatu.

## Demografia

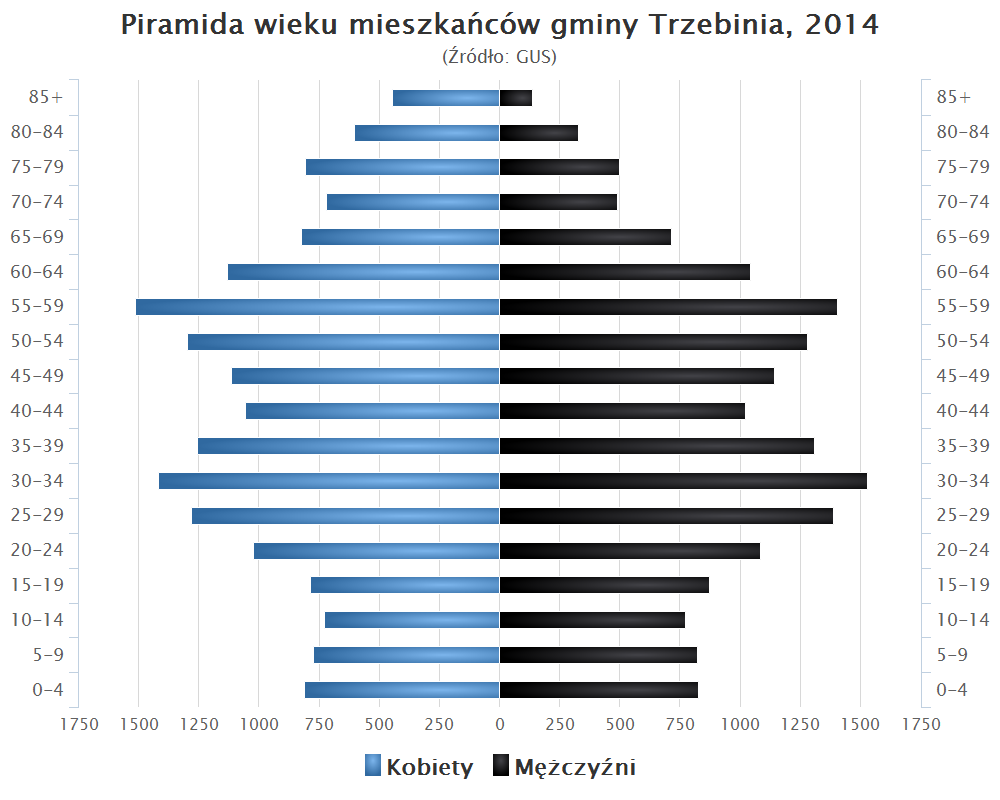
Piramida wieku mieszkańców gminy Trzebinia w 2014 roku

Dane z 30 czerwca 2004:
| Opis                              | Ogółem | Ogółem | Kobiety | Kobiety | Mężczyźni | Mężczyźni |
| --------------------------------- | ------ | ------ | ------- | ------- | --------- | --------- |
| Jednostka                         | osób   | %      | osób    | %       | osób      | %         |
| Populacja                         | 34 088 | 100    | 17 471  | 51,3    | 16 617    | 48,7      |
| Gęstość zaludnienia [mieszk./km²] | 324    | 324    | 166     | 166     | 157,9     | 157,9     |

## Wspólnoty wyznaniowe
Na terenie gminy istnieje:
- 11 parafii rzymskokatolickich,
- zbór Kościoła Adwentystów Dnia Siódmego w Lgocie,
- zbór Chrześcijańskiej Wspólnoty Zielonoświątkowej w Trzebni[26],
- 2 zbory Świadków Jehowy (w dwóch Salach Królestwa w Trzebini)[27][28][29].

## Miejscowości w gminie
- miasto Trzebinia, osiedla:
  - Energetyków
  - Gaj
  - Gaj Zacisze
  - Górka
  - Krakowska
  - Krze
  - Piaski
  - Północ
  - Trzebionka
  - Salwator
  - Siersza
  - Widokowe
  - Wodna
- sołectwa:
  - Bolęcin
  - Czyżówka
  - Dulowa
  - Karniowice
  - Lgota
  - Młoszowa
  - Myślachowice
  - Piła Kościelecka
  - Płoki
  - Psary

## Sąsiednie gminy
Alwernia, Bukowno, Chrzanów, Jaworzno, Krzeszowice, Olkusz

## Nagrody i wyróżnienia
Gmina Trzebinia jest laureatem wielu nagród oraz wyróżnień za swoje osiągnięcia. Między innymi:
- Tytuł Gmina Fair Play, 2005 r.
- IV miejsce w Ogólnopolskim Rankingu Gmin, 2006 r. organizowanym przez Związek Powiatów Polskich
- Wyróżnienie w akcji „Przejrzysta Polska” 2006 r. (jako jedyny Urząd w Małopolsce)
- Certyfikat za udział w akcji „Przejrzysta Polska” 2006 r.
- Certyfikat „Gmina otwarta na fundusze strukturalne” 2006 r.
- VI miejsce w Ogólnopolskim Rankingu Gmin, 2007 r. organizowanym przez Związek Powiatów Polskich
- I miejsce w kategorii gmin miejsko-wiejskich w Konkursie Samorząd Przyjazny Przedsiębiorczości, 2007 r.
- Ranking Europejska Gmina Europejskie Miasto laureat VI miejsca w Małopolsce, 2007 r.
- Laureat konkursu „Wzorcowy Urząd w Małopolsce” za wdrożenie rozwiązania zarządczego pod nazwą Otwarta Administracja – wprowadzenie nowatorskich i prospołecznych rozwiązań w gminie Trzebinia, maj 2008 r.
- Dyplom w konkursie „Teraz Polska” dla Gmin (II Edycja), czerwiec 2008 r.(gmina nominowana).
- I miejsce w kategorii gmin miejskich w Konkursie na Najlepszą Stronę Internetową Powiatów, Gmin i Sołectw w Małopolsce, 2008 r.
- 9 miejsce w kategorii gmin miejsko-wiejskich w rankingu ogólnopolskim „Europejska Gmina, Europejskie Miasto”, 2008 r.
- II miejsce w kategorii gmin miejsko-wiejskich w Konkursie Samorząd Przyjazny Przedsiębiorczości, 2008 r.
- I miejsce w kategorii gmin miejsko-wiejskich w Małopolsce w konkursie „Krajowi Liderzy Innowacji 2008”
- Przyznanie godła promocyjnego „Teraz Polska” w III edycji konkursu „Teraz Polska” dla gmin, 2009 r.
- Laureat konkursu „Wzorcowy Urząd w Małopolsce – dobre zarządzanie w samorządzie” za rozwiązanie innowacyjne pod nazwą „Zwiększenie dostępności do informacji o wydarzeniach gminnych poprzez uruchomienie w Miejsko-Gminnym Ośrodku Kultury, Sportu i Rekreacji w Trzebini Telewizji Internetowej TVT1”.
- Burmistrz Trzebini – Adam Adamczyk został wyróżniony przez Kapitułę i Organizatorów Konkursu Samorząd Przyjazny Przedsiębiorczości 2009 tytułem „NAJLEPSZY BURMISTRZ 2009 ROKU”.
- III miejsce w Ogólnopolskim Rankingu Gmin, organizowanym przez Związek Powiatów Polskich